# Lijst van burgemeesters van Nuland
Dit is een lijst van burgemeesters van de voormalige Nederlandse gemeente Nuland tot die gemeente op 1 januari 1993 met Geffen fuseerde tot de gemeente Maasdonk.
| Ambtsperiode | Naam burgemeester                  | Partij of stroming | Bijzonderheden |
| ------------ | ---------------------------------- | ------------------ | --- |
| 1810 - 1832  | Christiaan van Gogh                |                    | eerste maire/schout                                                                                                 |
| 1833 - 1843  | Adrianus van Roosmalen             |                    | |
| 1844 - 1852  | Frans A.J.A.M. van Hagens          |                    | |
| 1852 - 1858  | Cornelis Davids                    |                    | |
| 1858 - 1880  | Lambertus (L.) van Erp             |                    | tevens burgemeester van Rosmalen (1852-1880)                                                                        |
| 1880 - 1911  | Lambertus (L.L.M.A.) Nieuwenhuizen |                    | tevens burgemeester van Rosmalen                                                                                    |
| 1911 - 1915  | Josephus (J.E.D.) Düring           |                    | |
| 1915 - 1950  | Theodorus (Th.F.) Teunissen        |                    | |
| 1950 - 1971  | G.A.J. van Heereveld               |                    | |
| 1971 - 1978  | Ger (G.M.) van Oerle               | KVP                | tevens burgemeester van Geffen, later burgemeester van Sint-Oedenrode en waarnemend burgemeester van Alphen en Riel |
| 1979 - 1990  | Paul (P.J.A.) Schwiebbe            | CDA                | tevens burgemeester van Geffen                                                                                      |
| 1991 - 1993  | Hans (J.C.M.) Netten               | CDA                | tevens burgemeester van Geffen; eerder burgemeester van Leende, later burgemeester van Maasdonk                     |